# Komparatystyka prawnicza a teoretyczne nauki prawne
Komparatystyka prawnicza a teoretyczne nauki prawne – wielostronne relacje i wzajemne uwarunkowania teoretycznych nauk prawnych, przynajmniej z niektórymi innymi naukami w zróżnicowanym stopniu i zakresie.

## Założenia badawcze
Istnieje pięć założeń badawczych:
- założenie o niezbędności faktycznie występujących analiz porównawczych we wszystkich naukach prawnych;
- założenie o utrwalonej pozycji komparatystyki prawniczej jako odrębnej nauki prawnej w klasyfikacjach nauk prawnych, dydaktyce akademickiej, organizacji międzynarodowego życia naukowego;
- założenie o możliwości tworzenia nowego prawa i nowej wiedzy o prawie za pomocą metody porównywania znanych praw i znanej wiedzy o prawie;
- założenie o wzajemnych powiązaniach przedmiotu komparatystyki prawniczej jako odrębnej nauki prawnej z przedmiotem innych nauk prawnych, przede wszystkim jednak z przedmiotem teoretycznych nauk prawnych;
- założenie o istnieniu dwóch typowych sposobów rozważań komparatystycznych nad prawem[2].

Komparatystyka prawnicza wpływa na rozwój nauk prawnych teoretycznych, historycznych i dogmatycznych. Oprócz tworzenia nowych treści pomagają określić rangę podejmowanych problemów, podają przykłady dla ugruntowania abstrakcyjnych wywodów, weryfikowania tez i hipotez, porównywania praw w kontekście historycznym i międzynarodowym, badaniu fenomenów prawnych.
Istnieją wielostronne relacje pomiędzy komparatystyką prawniczą a teoretycznymi naukami prawnymi. Z jednej strony komparatystyka związana jest ze wszystkimi naukami prawnymi z drugiej zaś wszystkie nauki prawne powiązane są z komparatystyką prawniczą.

## Komparatystyka prawnicza a filozofia prawa
Istnieje związek pomiędzy metodą porównawczą a filozofią prawa.
Warstwy treściowe typowe dla rozwiniętej koncepcji filozofii prawa:
- warstwa metodologiczna – przyjmuje metodę porównawczą razem z innymi metodami za instrument rozważań filozoficznych;
- warstwa gnoseologiczna – musi opierać się na porównywaniu z już istniejącymi koncepcjami;
- warstwa aksjologiczna – wybór wartości prawnych opartych w różnym stopniu na porównywaniu;
- warstwa ontologiczna – wiele możliwości porównywania treści i form filozoficznego uzasadniania prawa[4].

Na podstawie tak rozumianego związku pomiędzy prawem porównawczym a filozofią prawa, istnieje podstawa do rozważenia filozofii prawa naturalnego i różnych nurtów filozofii prawa:
- Porównawcza filozofia prawa pozytywnego – gdyby w różnych państwach zostały opracowane ideologiczne założenia każdego porządku prawnopozytywnego to można by je zsyntetyzować, uogólnić i porównać. Powstałaby w ten sposób porównawcza filozofia prawa pozytywnego, która mogłaby stanowić przygotowanie i rodzaj przejścia do drugiej części filozofii prawa, do nauki prawa naturalnego[5].
- Porównawcza filozofia prawa naturalnego – rozważanie nad doktrynami prawa natury w ujęciu podmiotowym, przedmiotowym, czasowym i terytorialnym. Do typowych ujęć należy porównanie do siebie koncepcji określonych filozofów prawa (komparatystyka w ujęciu podmiotowym) i porównywanie poszczególnych form myśli filozoficzno-prawnej-idei, doktryn, ideologii,programów(komparatystyka w ujęciu przedmiotowym)[4].

## Komparatystyka prawnicza a jurysprudencja
Wybór koncepcji pojmowania jurysprudencji wpływa na charakter powiązań jej przedmiotu z komparatystyką prawniczą:
- Jurysprudencja analityczna – oddzielenie rozważań analitycznych nad prawem w postaci wypowiedzi językowych od badań prawa jako faktu socjologicznego, bądź psychologicznego[6].
- Jurysprudencja socjologiczna – zestawienie z jednej strony porównawczo podobnych problemów społecznych, które można rozwiązać za pomocą prawa; z drugiej zaś strony porównanie skuteczności różnych rozwiązań prawnych podobnych problemów[6].

## Komparatystyka prawnicza a teoria prawa
Niejednoznaczne pojmowanie przez badaczy przedmiotu teorii prawa wpływa na to, że jej związki z komparatystyką prawniczą nie mogą być jednoznacznie określone. Wieloznaczność związana z pojmowaniem teorii prawa sprawia, że istnieją przeciwstawne komparatystycznie interpretacje:spekulatywne z empirycznymi, opisowe z teoretycznymi, statyczne z dynamicznymi, strukturalne z funkcjonalno-genetycznymi, analityczne z holistycznymi.
Najbardziej rozwinięta i uzasadniona interpretacja związków komparatystyki prawniczej z teorią prawa:
- Koncepcja tzw. mutualistycznej symbiozy obu nauk – sprzyja rozwojowi obu nauk prawnych.Komparatystyka prawnicza powstaje na zasadzie porównań treści zaliczanych także do przedmiotów teorii prawa, ta z kolei przypisuje komparatystyce ważne miejsce wśród metod badawczych.
- Koncepcja nadrzędności – wyróżnia nadrzędność teorii prawa nad komparatystyką prawniczą oraz nadrzędność komparatystyki prawniczej nad teorią prawa.
- Koncepcja przyznająca komparatystyce prawniczej odrębną rangę, ogólnej nauki prawnej[7].

Nadrzędność teorii prawa nad komparatystyką prawniczą – ogólne, teoretyczne problemy prawa jak i komparatystyki powinny być rozstrzygane przez teoretyków prawa. Pogląd taki wyraził m.in. komparatysta francuski René David.
Nadrzędność komparatystyki prawniczej nad teorią prawa – łączenie  teoretycznych rozważań nad prawem i poglądami na prawo z rezultatami wynikłymi z ich porównań.

## Komparatystyka prawnicza a socjologia prawa
Istnieją dwa sposoby interpretowania socjologii prawa przez prawników:
- badanie teoretyczne nad genezą, funkcjonowaniem oraz skutkami funkcjonowania prawa w społeczeństwie;
- brak samodzielności, miejsce pomocnicze, drugorzędne w wśród problemów należących do teorii prawa czy też teorii państwa i prawa[8].

Komparatystyka prawnicza – zainteresowana jedynie zjawiskami prawnymi.
Socjologia prawa – obejmuje dodatkowo społeczne uwarunkowania zjawisk prawnych np. politycznych, ekonomicznych, socjologicznych, religijnych.
Socjologiczne wyjaśnienie przyczyn dlaczego prawa podobne wywołują odmienne skutki społeczne w różnych krajach, a różne prawa podobny skutek są przydatne komparatystyce prawniczej w celu porównania praw oraz do postulowania, a także do tworzenia praw doskonalszych od praw obowiązujących.

## Komparatystyka prawnicza a etnologia prawa
Główni twórcy etnologii prawa Johann Jakob Bachofen oraz Henry Maine nie uwzględniali jej związków z komparatystyką prawniczą. Ich głównym celem było opracowanie ogólnoświatowej historii prawa.
Współcześnie istnieje coraz mniej powiązań etnologii prawa z powszechną historią prawa. Łączy się ona jednak coraz silniej z ogólną etnologią jako jej wyspecjalizowaną odmianą oraz z komparatystyką prawniczą jako jej szczególną częścią, która koncentruje się na zachowaniu ludzi pierwotnych w sferach regulowanych prawem.
Etnologia prawa ma charakter historyczny, ponieważ odnosi się do podstawowych źródeł prawa opisując najstarsze szczeble ich rozwoju.

## Komparatystyka prawnicza a historia doktryn politycznych i prawnych
Komparatystyka prawnicza uwzględnia i wykorzystuje na swoje potrzeby elementy historii doktryn politycznych i prawnych w ujęciu porównawczym. Nawet gdy komparatystyka jest ograniczona do czasów komuś lub czemuś współczesnych musi odwoływać się do historii prawa i poglądów na prawo znanych z przeszłości. Ma to wpływ na zacieranie się granicy pomiędzy komparatystyką prawniczą a historią doktryn politycznych i prawnych.
Wszelkie badania historyczne zostają oparte na metodach porównawczych. Komparatystyka prawnicza, która została ugruntowana na opisie faktów jest zobowiązana do ustaleń historyków doktryn politycznych i prawnych. Jeżeli przedmiot historii nauk politycznych i prawnych krzyżuje się lub pokrywa z przedmiotem filozofii prawa, jurysprudencji, teorii prawa, nauk politycznych to mają tam zastosowanie ustalenia dotyczące relacji tych nauk z komparatystyką prawniczą.
Dwie główne wersje porównawczo ujmowanej historii doktryn politycznych i prawnych:
- horyzontalna (pozioma) – porównywanie doktryn rozwijanych równocześnie lub sobie współcześnie;
- wertykalna (pionowa) – porównywanie w stosunku do okresów wcześniejszych[10].

Opis historyczny jest podstawą interpretacji komparatystycznej. Historia doktryn politycznych i prawnych jest podstawowym materiałem dla komparatystyki prawniczej jeśli mają być w nim zawarte poglądy na państwo i prawo. Historia doktryn politycznych i prawnych oraz komparatystyka prawnicza powinny kierować się podobnymi zasadami przy badaniu wpływów jednych autorów na innych lub też oddziaływania na siebie nurtów myślowych.
Porównywanie doktryn z różnych okresów historycznych może doprowadzić do ahistoryzmu. Komparatystyka historii doktryn politycznych i prawnych posługuje się zróżnicowanymi porównawczo ocenami doktryn, dzieląc je na postępowe, konserwatywne i reakcyjne.